# Charitella nigrescens
Charitella nigrescens là một loài ruồi trong họ Tachinidae.